# Пан Твардовский (фильм)
«Пан Твардовский» (пол. Pan Twardowski) — польский черно-белый фильм 1936 года, снятый режиссёром Генриком Шаро.
Премьера состоялась 27 февраля 1936 г.

## Сюжет
Киноверсия народной легенды про ловкого шляхтича, перехитрившего дьявола. Действие фильма происходит в XVI веке в Польше.

## В ролях
- Франтишек Бродневич — Твардовский,
- Казимеж Юноша-Стемповский — Дьявол,
- Мария Богда — Кася,
- Юзеф Венгжин — король Сигизмунд II Август
- Эльжбета Барщевская — жена Твардовского,
- Мечислава Цвиклиньская — родственница, жена дяди,
- Мария Малицкая — мать Твардовского,
- Михал Знич — судья,
- Станислав Селяньский — слуга
- Зофья Линдорфувна — Барбара Радзивилл,
- Людвик Семполинский — ученик,
- Ирена Скверчиньская — торговка,
- Чеслав Сконечны — стражник,
- Лода Немижанка — гостя на бракосочетании,
- Станислав Лапиньский — шляхтич,
- Зыгмунт Хмелевский — шляхтич,
- Юзеф Кондрат — нищий,
- Феликс Хмурковский — ксёндз,
- Станислав Гролицкий,
- Текла Трапшо
- Анджей Богуцкий
- Здзислав Карчевский
- Ян Курнакович – Мацек
- Тадеуш Весёловский

и др.